# パリ政治学院

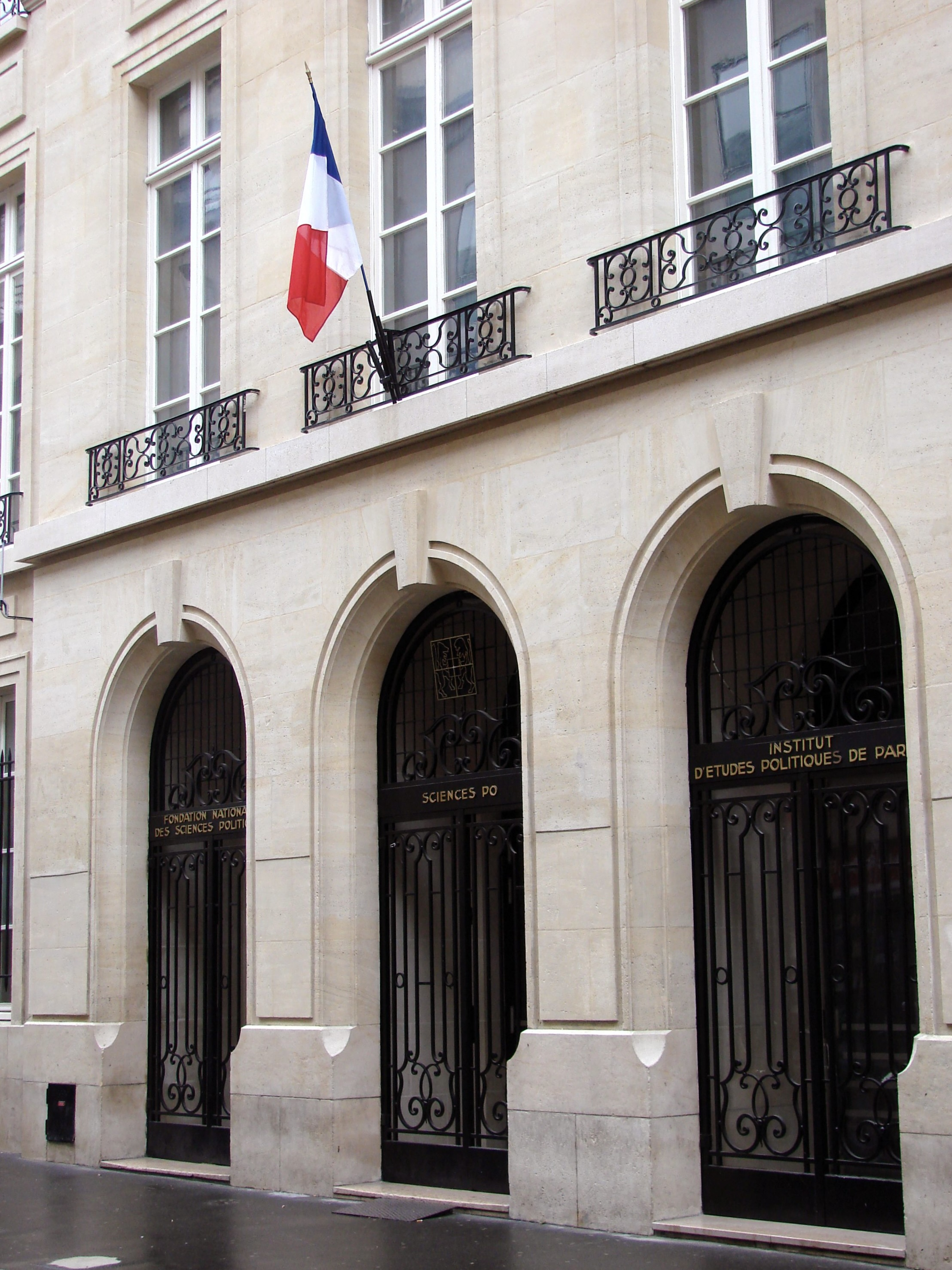
パリ7区サン＝ギヨーム通りに面する学院の入り口。

パリ政治学院（パリせいじがくいん、Institut d'études politiques de Paris、略称：IEP de Paris イ.ウ.ペ・ドゥ・パリ）は、フランス・パリの社会科学分野の特別高等教育機関。通称はシアンス＝ポ（Sciences-Po）。

## 概要
フランスのグランテタブリスマンである。卒業生にはフランスをはじめ数々の各国首脳、国際機関トップ、企業経営者が名を連ねる。旧国立行政学院（ENA）への進学者の多くは、パリ政治学院の卒業生で占められていた。
経済学、史学、社会学、法学、金融学、ビジネス学、コミュニケーション、社会・都市政策、経営学、ジャーナリズムのプログラムを設置する。
近年では、英語を使用した講義も積極的に取り入れ、留学生の受け入れを拡大している。約150ヵ国から留学生が集まり、学生全体の49%はフランス以外からの学生である。また、世界にある協定校の数は約470校であり、そのうち43校とダブルディグリープログラム二重学位協定を行なっている。日本の大学とは、東京大学および慶應義塾大学と二重学位協定を、京都大学、一橋大学、北海道大学、早稲田大学、上智大学、同志社大学など数々の国内大学と国際交流協定を結んでいる。

## 歴史
- 1872年　自由政治科学学院 (École Libre des Sciences Politiques) として設立。
  - フランス帝国が普仏戦争に敗北した結果、政界官界刷新を目的に数人の有志により設立される[注釈 1]。
- 1945年　当時の首相シャルル・ド・ゴールにより、学校の運営母体となる国立政治学財団 (Fondation Nationale des Sciences Politiques) とパリ政治学院とに改組。
  - ナチス・ドイツによるフランス占領を受けた反省の結果、戦後、新たに財団を母体に運営は公的に拠った。同時にフランス国立行政学院 (ENA) が設立された。その後、ストラスブール、グルノーブル、ボルドー、エクス＝アン＝プロヴァンス、リール、リヨン、レンヌ、トゥールーズにも地方政治学院が設立された。
- 2001年　教育優先地区(ZEP)の高校（リセ）出身者を対象とした特別選抜制度を開始。

## キャンパス
キャンパスは、パリ7区及び一部6区にまたがるサンジェルマン大通り沿い周辺に位置する。また、学士課程（第一課程）の学生の一部は、ランス、ナンシー、ディジョン、ポワチエ、マントン、ル・アーヴルの衛星キャンパスに所属している。

## 教育課程
パリ政治学院の教育課程は、大学学部相当の第一課程(3年間)、修士課程相当の第二課程(2年間）及び博士課程に相当する第三課程で構成されており、第一課程から入学した学生は第二課程まで5年間の一貫教育を履修した後に卒業することとなる。学部教育課程における3年目は1年間の留学が義務付けられている。

## 大学院
大学院(Graduate Schools)として以下の7つがある。
　　・School of Public Affairs (公共政策)
　　・Paris School of International Affairs (国際政策)
　　・Law School (法科)
　　・Urban School (都市政策研究)
　　・School of Management and Impact (経営・社会価値創造)
　　・School of Journalism (メディア・ジャーナリズム)
　　・School of Research (総合研究)

現在、パリ政治学院にはフランス語による修士課程と、英語による修士課程がある。

### フランス語の修士課程
- 国際関係学（Affaires internationales）
- 欧州関係学（Affaires européennes）
- 公共関係学（Affaires publiques）
- コミュニケーション・スクール（L'Ecole de la Communication）
- 法務キャリア（Carrières judiciaires et juridiques）
- 経済法（Droit économique）
- ジャーナリズム・スクール（L'Ecole de Journalisme）
- 財務戦略（Finance et stratégie）
- 人材管理（Gestion des ressources humaines）
- 文化・メディアマネジメント（Management de la culture et des médias）
- マーケティング研究（Marketing et Etudes）
- 地域及び都市戦略（Stratégies territoriales et urbaines）
- 都市学（Urbanisme）

### 英語の修士課程
- 公共政策修士（Master of Public Affairs、MPA）※全て英語
- 経済学・公共政策修士（Master in Economics and Public Policy）※全て英語（ENSAE国立統計・行政経済学院及びエコール・ポリテクニークとの共同コース）
- 企業・公共経営修士（Master in corporate and public management - Double diplôme Sciences Po HEC） - パリ政治学院とHECの二重学位プログラム。※授業の半分が英語（HEC経営大学院との共同コース）
- 経営管理修士（Master of Business Administration、MBA） - 全て英語
- 国際関係学修士（Master of International Affairs） - 全て英語

### 二重学位制
パリ政治学院の一部のコースでは、コロンビア大学、ジョージタウン大学、ペンシルベニア大学、東京大学公共政策大学院、慶應義塾大学、ロンドン・スクール・オブ・エコノミクス（LSE）、ベルリン自由大学、ボッコーニ大学などの世界中の大学との間で二重学位制度を実施している。

### グローバル・パブリック・ポリシー・ネットワーク
特に公共政策修士課程（MPA）は、2005年よりグローバル・パブリック・ポリシー・ネットワークを形成しており、提携先であるコロンビア大学SIPA、トロント大学 Munk School of Global Affairs and Public Policy、ロンドン・スクール・オブ・エコノミクス（LSE）MPA、ボッコーニ大学、ヘルティ・スクール・オブ・ガバナンス、ザンクトガレン大学、東京大学公共政策大学院、慶應義塾大学、シンガポール国立大学リー・クアン・ユー公共政策大学院 と共に二重学位制を採用している。

## 著名な出身者

### 政界

#### フランス
- フランソワ・ミッテラン（元大統領）
- ジャック・シラク（前大統領）

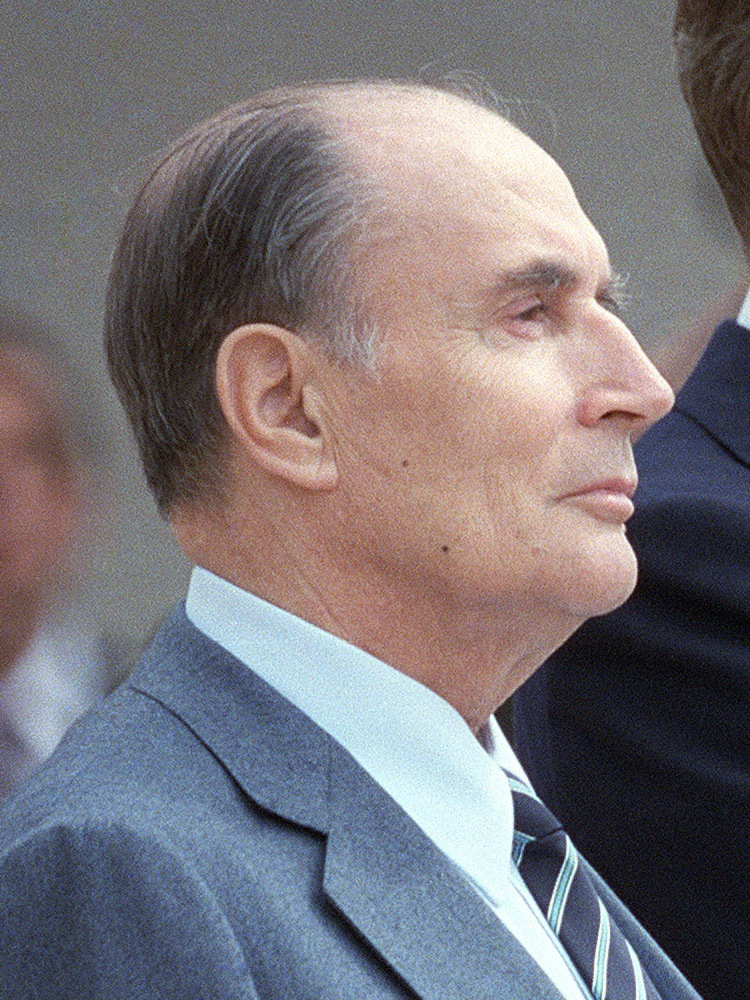
ミッテラン大統領

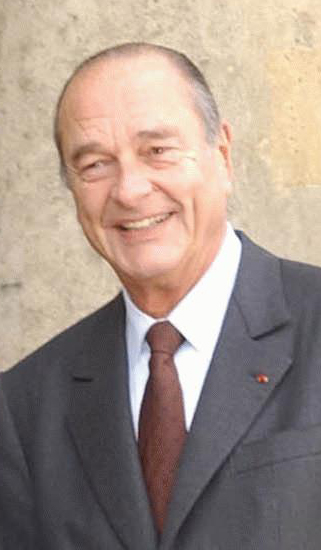
シラク大統領

- フランソワ・オランド（元フランス社会党第一書記、元フランス大統領）
- エマニュエル・マクロン（元経済・産業・デジタル大臣、現フランス大統領）
- ピエール・マンデス＝フランス（元首相）
- ミシェル・ドゥブレ（元首相）
- ミシェル・ロカール（元首相）
- ドミニク・ドビルパン（元外務大臣、元首相）
- リオネル・ジョスパン（元首相）
- アラン・ジュペ（ボルドー市長、元首相）
- エドゥアール・バラデュール（元首相）
- ローラン・ファビウス（元首相）
- ユベール・ヴェドリーヌ（元外務大臣）
- ローラン・デュマ（元外務大臣）
- ジャン・アルテュイ（元経済・財政大臣）
- ドミニク・ビュスロ（元農業・漁業大臣）
- ジャック・サンテール（元欧州委員会委員長）
- エルヴェ・ゲマール（元経済・財政大臣、農業・食糧・地方問題担当大臣）
- ミッシェル・サパン（フランス語版）（元経済・財政・産業大臣, 2014-17年）
- コリーヌ・ルパージュ（元環境大臣）
- ドミニク・ペルベン（元法務大臣）
- ジャック・ラング（元国民教育大臣）
- セゴレーヌ・ロワイヤル（元国民教育大臣、環境大臣）
- ジャン・ピエール・シュヴェーヌマン（元内務大臣）
- マルティーヌ・オブリー（リール市長、フランス社会党第一書記）
- ジゼル・アリミ（国民議会議員、フェミニズム活動家）
- フルール・ペルラン（元文化・通信大臣）
- オードレ・アズレ（現UNESCO事務局長、元文化大臣）
- ナジャット・ヴァロー＝ベルカセム（元国民教育・高等教育・研究大臣）
- ブルーノ・ゴルニッシュ（フランス国民連合全国代表）
- エドゥアール・フィリップ（前首相）
- ジャン・カステックス（現首相）
- ブリュノ・ル・メール（フランス語版）（現経済・財務大臣）
- シルヴィ・グラール（元軍事大臣）
- フロランス・パルリ（現軍事大臣）

#### フランス国外
- ピエール・トルドー（元カナダ首相）
- ポール・ビヤ（カメルーン大統領）
- オースティン・チェンバレン（元イギリス外務大臣、財務大臣、インド大臣） - ロカルノ条約でノーベル平和賞受賞
- イスマイル・ジェム（元トルコ外務大臣）
- レーニエ3世（元モナコ公国大公）
- イングリッド・ベタンクール（元コロンビア国会議員、元女性大統領候補） - コロンビア革命軍に拉致されるも帰還

### 行政・官界

#### 国際機関
- ブトロス・ブトロス＝ガーリ（元国際連合事務総長）
- パスカル・ラミー（現世界貿易機関事務総長、元欧州委員会貿易政策担当委員）
- ミシェル・カムドシュ（フランス語版）（元IMF専務理事）
- ドミニク・ストロス＝カーン（IMF専務理事、元フランス経済財政大臣）
- ジャック・アタリ（初代欧州復興開発銀行総裁）
- フランチェスコ・フランジャリ (英語版)（世界観光機関事務局長）
- ジャン＝クロード・トリシェ（現欧州中央銀行総裁）
- シモーヌ・ヴェイユ（元欧州議会議長、元フランス保健大臣、社会問題・保健・都市計画担当大臣）

#### フランス
- アントワーヌ・ヴェイユ（フランス語版）（財政監察総局財政監査官など、シモーヌ・ヴェイユ (政治家)の夫）
- クララ・ゲマール（フランス語版）（元対仏投資庁（フランス語版）長官、GEインターナショナル副社長, 2009年- 、エルヴェ・ゲマールの妻）
- モーリス・グルドー＝モンターニュ（フランス語版）（フランス外務省次官 (fr), 2017-2019年、駐日フランス大使, 1998-2002年）
- ベルナール・ド・モンフェラン（フランス語版）（駐日フランス大使, 2003-2005年）

#### フランス国外
- ポール・ブレマー（元イラク連合暫定施政当局代表）
- 御厨邦雄（世界税関機構事務局長、財務官僚）

### 実業界
- ダヴィド・ド・ロチルド（銀行家）
- ルイス・シュヴァイツァー（元ルノーPDG）
- アラン=ピエール・レノー（Alain-Pierre Raynaud, 元日産自動車常務、現アレヴァCFO）

### 学術・教育
- エマニュエル・トッド（人口学者、社会学者、歴史学者、家族人類学者）
- ブルーノ・ラトゥール（社会学者）
- クリスチャン・ド・ボワスィユー（経済学者、現フランス経済分析会議会会長）
- スタンリー・ホフマン（国際政治学者、ハーバード大学教授）
- レイモン・アロン（社会学者、哲学者）
- フェルナン・ブローデル（歴史学者）
- 馬建忠（思想家・外交官・言語学者）
- 鳥羽美鈴（社会学者、関西学院大学教授）
- 福富満久（国際政治学者、一橋大学教授）

### 文化・芸術
- マルセル・プルースト（作家）
- ジャン＝フィリップ・トゥーサン（作家）
- ジュリアン・グラック（作家）
- ジョゼ・ベナゼラフ（映画監督、脚本家、映画プロデューサー）
- ポール・クローデル（劇作家、元外交官）
- レオ・フェレ（音楽家、シンガーソングライター / シアンスポではフランソワ・ミッテランと同級）
- カミーユ (歌手)
- ポール・モラン（作家、元外交官）
- クリスチャン・ディオール（ファッションデザイナー、Dior創業者）
- エディ・スリマン（芸術家、元Diorデザイナー）
- レイラ・スリマニ（作家、ジャーナリスト）
- フィリップ・フォレスト（作家）
- コラリー・ファルジャ（映画監督）

### その他
- エルトゥールル・オスマン（オスマン家第43代家長）
- フランス公アンリ（オルレアン家当主、フランス王位請求者）
- セルジュ・クラルスフェルト（弁護士、ナチ・ハンター）